# Karl von Terzaghi
Pour les articles homonymes, voir Terzaghi.
Karl von Terzaghi, né le 2 octobre 1883 à Prague et mort le 25 octobre 1963 à Winchester, est un ingénieur civil et géologue autrichien, considéré comme le « père » de la géotechnique et de la mécanique des sols.
Il enseigne à Istanbul, à Boston et à Vienne jusqu'en 1938. À la suite de l'Anschluss, il séjourne à Paris puis se rend aux États-Unis où il devient professeur à l’université Harvard. On lui doit les principales méthodes d'essai qui ont fait de la mécanique des sols une science reconnue en tant que telle, et plus particulièrement :
- la notion de « contrainte effective » dans un sol granulaire
- le modèle analogique de la consolidation unidimensionnelle, et l'exploitation de l'essai œdométrique pour prédire le temps de consolidation caractéristique d'un sol.

## Biographie
Terzaghi est issu d'une vieille famille autrichienne, qui s'est illustrée dans la carrière des armes. Son père était capitaine de l'armée austro-hongroise : cet officier prit sa retraite à Graz, où Terzaghi passa son enfance. Lorsqu'il eut 10 ans, Karl fut envoyé en pension dans divers lycées militaires : en Hongrie, en Moravie, à Vienne et enfin à Graz. Il étudia le génie mécanique à l’Université technique de Graz. Puis il se tourna vers le génie civil et la géologie, avec pour professeur l'hydrologue Philipp Forchheimer. Il dut interrompre ses études en 1905 pour accomplir un an de service militaire.
Diplômé ingénieur (1904), il travaille à partir de 1906 au bureau d'études viennois d’Adolph von Pittel (de), spécialisé dans le domaine alors florissant de l'hydroélectricité. On lui confia aussi bien des calculs de béton armé et de fondation que de la direction de travaux. Il travailla sur des projets de barrage hydroélectrique en Croatie et à Saint-Pétersbourg, dont il tira la matière pour sa thèse sur le dimensionnement des réservoirs à symétrie de révolution, soutenue en 1911. En 1912 il fit le tour des États-Unis, visitant plusieurs chantiers de barrage. Au cours de la Première Guerre mondiale, il servit sur le front serbe comme capitaine d'une compagnie du génie, puis fut affecté auprès de Richard von Mises et de Theodore von Kármán à l'agrandissement de l'aérodrome militaire d’Aspern.
En 1916, il est recommandé par Forchheimer pour un poste de professeur à l'Université ottomane d’Istanbul, où il crée son propre laboratoire pour se consacrer à la mécanique des sols et rédiger un premier traité (ce travail sur la poussée des terres sera traduit dès 1919 en anglais). Il poursuit ses recherches au Robert College (l'actuelle université du Bosphore), où il travaille sur la consolidation des sols cohésifs et formule le concept de contrainte « effective », qui est considéré comme l'acte de naissance de la physique des milieux poreux, comme l'indique le titre de son livre, paru en 1925. Ce livre eut un grand retentissement scientifique et lui valut une offre du MIT (1925). Aux États-Unis, il organise là encore son propre laboratoire ex nihilo, et fait connaître sa théorie controversée des pressions dans les sols par une série d'articles publiés dans les Engineering News Records ; il se lance également comme ingénieur consultant. Au MIT, ses expériences sur la poussée des sols l'amènent à s'intéresser au déplacement des murs de soutènement. Il est élu en 1928 à l'Académie américaine des arts et des sciences.

## Publications (traduites en français)
- Terzaghi et Frohlich - Théorie du tassement des couches argileuses : introduction à la mécanique analytique des argiles - Dunod, Paris - 1939.
- Terzaghi - Mécanique des sols théorique - Dunod, Paris - 1951.
- Terzaghi et Peck - Mécanique des sols appliquée aux travaux publics et au bâtiment - Dunod, Paris - 1961.